# Gabriel Peak
Der Gabriel Peak ist ein 1220 m hoher Berg nahe der Oskar-II.-Küste des Grahamlands auf der Antarktischen Halbinsel. Er ragt an der Einmündung des Jeroboam-Gletschers in den Starbuck-Gletscher auf.
Geodätisch vermessen und fotografiert wurde er 1947 vom Falkland Islands Dependencies Survey. Das UK Antarctic Place-Names Committee benannte ihn 1976 nach Dick Gabriel, einem Mitglied der Mannschaft auf dem Walfänger Pequod in Herman Melvilles 1851 veröffentlichtem Roman Moby-Dick.